# Cybulice
Cybulice – wieś sołecka w Polsce położona w województwie mazowieckim, w powiecie nowodworskim, w gminie Czosnów.
W latach 1975–1998 miejscowość administracyjnie należała do województwa warszawskiego.
W 1933 roku utworzono 5 gromad w gminie Cząstków z członem Cybulice:
- Cybulice – wieś Cybulice A i kolonia Cybulice B Dworskie,
- Cybulice Dworskie – wieś Cybulice Duże Dworskie,
- Cybulice Małe – wieś Cybulice Małe,
- Cybulice Stare – folwark Cybulice,
- Cybulice Włościańskie – wieś Cybulice Duże Włościańskie.